# Мелодия постоянного спектра
Постоянный тембр с постоянной высотой тона характеризуется спектром. Наряду с музыкальным произведением, спектр, измеряемый в узком временном окне, зависит от мелодии и возможных эффектов инструментов. Поэтому может показаться парадоксальным, что постоянный спектр может восприниматься как мелодия, а не как штамп. 
Парадокс  заключается в том, что ухо не является абстрактным спектрографом: оно «вычисляет» преобразование Фурье звукового сигнала в узком временном окне, но более медленные изменения рассматриваются как временная эволюция, а не как высота тона. 
Однако приведенный выше пример парадоксальной мелодии не содержит инфразвука (т. е. чистый тон периода медленнее, чем временное окно). Второй парадокс состоит в том, что, когда две высоты тона очень близки, они создают ритм. Если период этого импульса длиннее окна интегрирования, он рассматривается как синусоидальное отклонение среднего рейтинга: sin (2π (f + ε) t) + sin (2π (f-ε) t) = sin (2πft ) cos (2πεt), где 1 / ε - медленный период. 

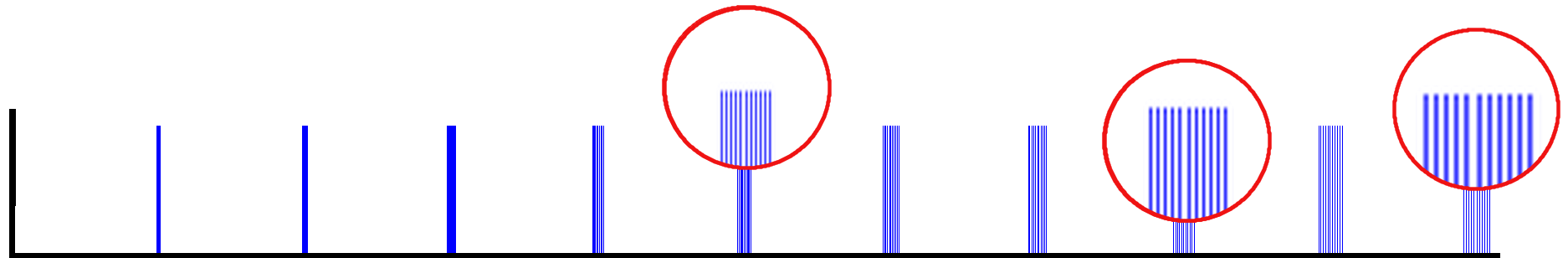
Спектр парадоксальной мелодии константного спектра

Нынешний спектр состоит из множества частот, которые вместе образуют биения, что приводит к наложению различных высот тонов, которые постепенно исчезают в разные моменты времени и темпы, формируя мелодию.

## MATLAB / Scilab / Octave коды
Вот программа, используемая для генерации парадоксальной мелодии: 
```
n=10; length=20; harmon=10; df=0.1; 
t=(1:length*44100)/44100; 
y=0; 
for i = 0:n, 
  for j = 1:harmon, 
    y=y+sin(2*3.1415927*(55+i*df)*j*t); 
  end; 
end;
sound(y/(n*harmon),44100);
```